# Paduwa
Paduwa est un quartier de la commune d'Evere en Région de Bruxelles-Capitale. Le quartier est situé au centre de la commune. Le centre du quartier est la place Jean De Paduwa où se trouve l'église Saint-Joseph.
Le quartier est situé sur le territoire d'Evere, non loin des communes de Schaerbeek et de Woluwe-Saint-Lambert.